# ピョレミルスキ
VL ピョレミルスキ
- 用途：戦闘機
- 設計者：トルスティ・ヴェルコラ
- 製造者：国立航空機工場
- 運用者：フィンランド空軍
- 初飛行：1945年11月21日
- 生産数：1機
- 退役：1947年
- 運用状況：退役

ピョレミルスキ（Pyörremyrsky；フィンランド語で「旋風」の意）は第二次世界大戦中にフィンランドが国立航空機工場（Valtion Lentokonetehdas；VLと略す）において独自開発した戦闘機。

## 概要
1942年に登場したソ連空軍のラヴォーチキンLa-5などの高性能機に対抗するために1943年から計画された戦闘機で、当時フィンランド軍で使用していたドイツ製の戦闘機Bf 109Gに装備されていたダイムラー・ベンツ DB 605発動機を流用する形で装備した。ただし本機もミルスキと同じく胴体は鋼管骨組で、前半が金属外皮、後半が木製外皮であり、翼は木製合板張りであった。
開発途中でソ連との休戦協定が成立し当面の危機が去ったため開発には時間がかかり、初飛行は1945年11月になってしまった。試験結果は良好だったが、戦争終結等の理由により必要性が薄れたため試作1機にとどまった。

## 要目
- 乗員： 1 名
- 全長：9.13m
- 全幅：10.38m
- 全高：3.89m
- 翼面積：19m2
- 空虚重量：2,619 kg
- 全備重量：3,310 kg
- エンジン：ダイムラー・ベンツ DB605AC 1,475hp×1
- 最大速度：650km/h
- 上限高度：11,250m
- 航続距離：700km
- 上昇力：高度2,000mで 21 m/s、海抜で 16 m/s
- 武装
  - 2 ×  LKk/42 12.7mm機関銃 (携行弾数各300発)
  - 1 × MG 151 20mm機関砲 (携行弾数200発)
- 爆弾
  - 4 × 50 kg 爆弾
  - 4 × 100 kg 爆弾